# Hoplitis brunnescens
Hoplitis brunnescens là một loài Hymenoptera trong họ Megachilidae. Loài này được Benoist mô tả khoa học năm 1950.